# 160001 Bakonybél
160001 Bakonybél è un asteroide della fascia principale. Scoperto nel 2006, presenta un'orbita caratterizzata da un semiasse maggiore pari a 3,1375025 au e da un'eccentricità di 0,1027435, inclinata di 20,22771° rispetto all'eclittica.
L'asteroide è dedicato all'omonima località ungherese.